# Str. 44
"Str. 44" er det 8. afsnit i den danske sitcomserie Klovn med Casper Christensen og Frank Hvam. Serien blander fantasi og virkelighed, da de fleste af skuespillerne spiller roller med deres egne navne. Afsnittet blev skrevet af Frank Hvam og instrueret af Mikkel Nørgaard og havde premiere på TV2 Zulu den 28. marts 2005. Dette var det første afsnit Jan Gintberg optrådte i.

## Handling
Caspers kendis-fodboldhold, der blandt andre tæller Lars Højer, Jan Gintberg og Mads Mikkelsen, er plaget af afbud op til en vigtig oprykningskamp. Frank tigger sig til en plads på holdet, men må selv skaffe fodboldstøvler. Under en kamp mister han fodfæste på den sjappede bane og alt ender i en sand forvirring af tacklinger, kanyler, laksko og aids.

## Hovedskuespillere
- Casper Christensen som Casper
- Iben Hjejle som Iben
- Frank Hvam som Frank
- Mia Lyhne som Mia

## Gæsteoptrædener
- Jan Gintberg som Fodboldspiller
- Michael Carøe som Carøe
- Lars Højer som Fodboldspiller
- Trine Juul-Andersen som Bodil
- Mads Mikkelsen som Fodboldspiller
- Jacob Weble som Jacob
- Alexandre Willaume-Jantzen som Sonny